# 兴隆街道 (准格尔旗)
兴隆街道，是中华人民共和国内蒙古自治区鄂尔多斯市准格尔旗下辖的一个乡镇级行政单位。

## 行政区划
兴隆街道下辖以下地区：
中心社区、鑫凯社区、站北社区、薛家湾村、王青塔村和邦郎色太村。